# Rhomborhina fuscipes
Rhomborhina fuscipes är en skalbaggsart som beskrevs av Leon Fairmaire 1893. Rhomborhina fuscipes ingår i släktet Rhomborhina och familjen Cetoniidae. Inga underarter finns listade i Catalogue of Life.